# Berra
El Berra és un curs d'aigua del departament de l'Aude, a l'antiga regió Llenguadoc-Rosselló, inclòs a la nova regió Occitània. És un riu costaner que aboca a l'estany de l'Ull de Ca (en occità, Estanh de Bajas; en francès, Étang de Bages-Sigean) i a la Mediterrània.

## Geografia
El Berra naix en una font a l'est del Massís dels Corbières al nord del coll de Mairolles (434 m), al municipi (comú) de Quintilhan, a 430 m d'altitud.
Passa per les Corberes fluint en sentit de sud-oest a nord-est. Passa pel poble de Quintilhan, a continuació travessa els pobles de Caçcastèl, Vilanòva de las Corbièras, Durban de las Corbièras i finalment Portèl abans d'abocar a l'estany l'Ull de Ca (en occità, Estanh de Bajas), al municipi de La Novella.
La longitud del seu curs d'aigua és de 52,7 km.

### Comuns i cantons travessats
El Berra discorre només pel departament de l'Aude, creua els deu comuns
següents, en ordre descendent de les aigües: Quintilhan (naixenment), Caçcastèl, Albas, Vilanòva de las Corbièras, Durban de las Corbièras, Vila-seca de las Corbièras, Portèl, Sijan, Peiriac de Mar, La Novella (a la bocana del port a la Mediterrània).
En relació amb els cantons, la Berre naix al cantó de les Corberes i té la seva desembocadura al cantó de les Corberes-Marítimes, al Districte de Narbona.

### Conca hidrogràfica
El Berra travessa tres zones hidrogràfiques 'El Berra del seu naixement al Barró inclòs' (Y081, 'El Berra del Barró a l'estany de Peiriac de Mar' (Y082), 'Costers del canal de la Robina fins a l'Aude' (Y084), amb una superfície total de 628 km². Aquesta conca és constituïda en 49,57 % per boscos seminaturals i comunitats, en 31,11 % de zones agrícoles, en 9,24 % de superfícies d'aigua, en 5,46 % de zones humides i en 4,64 % de zones artificials.

## Afluents
El Berra té vint-i-sis afluents col·laboradors de referència
- la riera de Serra
- la riera de Sant Martí
- la riera de la Frau, amb un afluent:
  - la riera de les Avellanes,
- la riera Valls, amb un afluent:
  - la riera dels Quiós,
- la riera de la Mairat, amb un afluent:
  - la riera del Prat amb un afluent:
    - la riera de la Pineda,
- el corrent del Riu,
- el rec de l'Echart,
- la riera de Cortals, 7 km del poble de Vilanòva de las Corbièras amb sis afluents i classificació de Strahler quatre.
- la riera de Coloms,
- la riera de Cressa,
- el torrent del Bosc,
- la riera de la Pineda, amb un afluent:
  - la riera de la Guéguinta,
- la Barró, 16,2 km en quatre municipis, amb vuit afluents i classificació de Strahler tres.
- el Salat,
- la riera de Sajobert, amb un afluent:
  - la riera de Cabanut,
- la riera de la Font, amb dos afluents i classificació de Strahler tres.
- la riera de Sant Pere, amb un afluent:
  - la riera de la Tallada,
- la riera de Fitor,
- torrent Ripod, amb un afluent:
  - la riera del Trencat amb un afluent:
    - la riera de Barras amb un afluent:
      - la riera de Papalbosc,
- la riera de Linas,
- la riera de la Génibert,
- la riera de Taura, amb un afluent:
  - la riera d'Olivatrès,
- la riera de Genentiera, amb dos afluents:
  - la riera de la Vidala,
  - la riera de Comba Llarga,
- la riera de Gaspartes, amb un afluent:
  - la riera a la Ginesta, amb un afluent:
    - el torrent del Fonoll,
- el Canal de la Robina, 32,5 km més de cinc municipis, amb quatre afluents, dels quals l'Aude i el canal del Tauran.

El seu rang de Strahler, per tant, és de cinc.

## Hidrologia

### El Berra a Vila-seca de las Corbièras
El Berra ha estat observat des de 1970 des de l'estació Y0824010 - El Berra a Vila-seca de las Corbièras [Ripod] per a un àmbit geogràfic de 166 km², de 56 m d'altitud.
El mòdul o anual mitjana de cabal és 0,996 m³/s.

### Estiatge o escassetat d'aigua
L'estiatge, és a dir, el nivell baix d'aigua, la VCN3, o cabal mínim del corrent de per tres dies consecutius en un mes, en el cas d'un quinquenni sec a 0,013 m³/s, que és la mínima.

### Inundacions
Durant aquest període d'observació, el cabal màxim diari fou observat el 13 de novembre de 1999 en 206,0 m³/s. El cabal màxim instantani fou observat el 12 de novembre 1999 amb 748,0 m³/s i l'alçada màxima fou de 771 cm el 30 de novembre de 2014, fou 7,71 m
El QIX 2 és de 130 m³/s, El QIX 5 és de 230 m³/s, el QIX 10 és de 290 m³/s, el QIX 20 és de 340 m³/s i el QIX 50 és de 420 m³/s.

### Full d'aigua i flux específic
El full d'aigua passat en aquesta part de la conca del riu és de 190 mm anuals, que està a uns dos terços de la mitjana a França, a 300 mm/any. El flux específic (Qsp), arribà 6,0 litres per segon i per quilòmetre quadrat de la conca.